# Die Schmuggler von San Diego
Die Schmuggler von San Diego ist der Titel eines Stummfilm-Detektivdramas, das Valy Arnheim 1920/21 nach einem Manuskript von Margot Pallas und
Max Lohmann für die Valy Arnheim-Film GmbH Berlin des Produzenten Richard Spelling mit sich selber in der Hauptrolle inszeniert hat. Der Film war Teil der Harry Hill-Detektivserie.

## Handlung
Er wird verdächtigt, einen Schmuggler ermordet zu haben. Der Täter aber ist der Anführer der Schmugglerbande. Nach vielen Fährlichkeiten gelingt es Harry Hill, den Verbrecher bei einem anderen Diebstahl zu ertappen, sein Geständnis zu erhalten, und da jede gute Tat belohnt wird, kann er auch das Mündel des Verbrechers, welches Margarete Lindt glänzend darstellt, retten.
(Inhaltsangabe aus Das Kino-Journal Nr. 636, 1922, S. 16)

## Produktionsnotizen
Der Name des Kameramannes, der diese Produktion der Valy Arnheim Film-Gesellschaft mbH Richard Spelling photographiert hat, ist zwar nicht überliefert, es könnte aber Georg Paezel gewesen sein, der zu dieser Zeit für die Gesellschaft arbeitete. Paezel photographierte für die 'Detektiv Harry Hill'-Serie bereits 1920 „Die Höllenmaschine“ und „Geheimbund der Falken“ und 1921 „Das Detektiv-Duell“.
Der Film lag am 6. Mai 1921 der Reichsfilmzensur zur Prüfung vor und durfte unter der Nummer B.02180 passieren.
In Österreich lief der Film 1922 als “Die Hölle von Mexiko. Ein Schmugglerroman in 6 Akten, in welchem Harry Hill (Valy Arnheim) neue Triumphe feiert.”
Ein Inserat der Presto-Film A.Haymsen Berlin-Wien auf S. 10 im Kino-Journal Nr. 640 vom 4. November 1922 kündigt “Die Hölle von Mexiko” als den “3. Harry Hill - Marga Lindt - Sensationsfilm” an.

## Rezeption
“Gewiß ist das Sujet eines der bestdargestellten, nicht uninteressant und schon infolge der vielen Abenteuer sehr spannend.”
(Das Kino-Journal Nr. 636, 1922, S. 16)
„Valy Arnheim hat für den Film „Die Schmuggler von San Diego“ als eine Neuheit ein Fest aufgenommen, bei welchem eine Partie Schach mit lebenden Schachfiguren gespielt wird. Die Kinodiva Marga Lindt spielt die weiße Königin“.
(Das Echo. Wochenzeitung für Politik, Literatur, Wirtschaft und Technik, Band 40, 1921)
‘Die Hölle von Mexiko’ lässt Harry Hill nach Abenteuern mancherlei Art den in San Francisco sehr angesehenen reichen James Abott als Haupt einer gefährlichen Schmugglerbande entlarven. Abott, der es besonders auf den Diebstahl und Schmuggel von Kokain abgesehen hat, ist ganz gerieben und schlau, einwandfrei schon durch seine gesellschaftliche Position, und es gehört schon Scharfsinn dazu, um den Bösewicht zu erwischen, der es auch auf sein Mündel Pearl oder doch wenigstens auf ihr Vermögen abgesehen hat.
Sehr hübsche Bilder einer Segelregatta, interessante Flüge und ein sehr nettes lebendiges Schachbrett, ein hübscher Einfall, bei einem Schachtournier in einem Club die Partie durch lebendige Figuren vorzuführen, unterstützen den fesselnden Stoff des unterhaltenden Films.
(Der Filmbote Nr. 39, 1922, S. 9)
Das „Lichtschauspielhaus“ München, Dachauerstr. 46 zeigte eine Aufführung des sechsaktigen Films „Die Schmuggler von San Diego“ 1921 in der Allgemeinen Zeitung auf S. 388 an. Dazu gab es den 'großen Original Wildwest Schlager in 6 Akten' „Das Antlitz des Todes“.
In der 'unabhängigen Tageszeitung' Dresdner Neueste Nachrichten Nr. 235 vom 7. Oktober 1921 inserierte das Tonbild-Theater, Prager Straße 47
auf S. 14 eine Aufführung von „Harry Hill in: Der [sic] Schmuggler von San Diego, 14. sensationelles Detektiv-Abenteuer, 6 Akte, ab Freitag.“
Dass die beiden Drehbuchautoren für das Mündel des Rauschgift schmuggelnden Schachmeisters Abbott ausgerechnet den Namen ‘Pearl White’ wählten, wirkt heute wie eine Anspielung auf die Heldin der US-amerikanischen Abenteuerserie aus den 1910er Jahren. Die Sensationsdarstellerin Pearl White (1889–1938) war eine der ersten Frauen im Genre des Actionfilms.